# Георги Риков
Георги Риков (р. 14 август 1946 – п. 28 декември 2002) е български езиковед, специалист по индоевропейско езикознание, палеобалканистика, хетитология, славистика. Той е един от авторите на Българския етимологичен речник. Професор в Софийския университет.

## Биография
Георги Риков завършва специалност Българска филология в Софийския държавен университет през 1972 г. Работи като научен сътрудник в Института за български език на БАН от 1977 до 1992 г.
От 1992 г. е доцент, а през 2002 г. е избран за професор в Катедрата по общо, индоевропейско и балканско езикознание във Факултета по славянски филологии на СУ „Св. Климент Охридски“. Член на Международния съвет за траколожки изследвания и главен редактор на неговия орган сп. „Orpheus“.

## Научна дейност
Георги Риков е ученик и последовател на видния български езиковед академик Владимир Георгиев. Автор е на над 100 публикации, чиято проблематика се простира в цялото поле на индоевропейското езикознание. Основните му приноси са в областта на индоевропейската фонетика, морфология и етимология. Особено значими негови приноси в сравнително-историческата граматика са свързани с решаването на проблеми, отнасящи се до произхода на протеродинамичните глаголи, както и с откриването на неизвестен дотогава в лингвистиката тип сегашно време с назален инфикс. В изследванията си Георги Риков отделя особено внимание на проблемите на хетския език. Въпросите на българската етимология са друга много важна област в творчеството на Георги Риков. Като член на авторския колектив на Българския етимологичен речник той изработва десетки речникови статии с оригинален принос.

## Основни трудове
- Произход на конюнктива в индоевропейските езици. Дисертация за присъждане на научната степен „кандидат на филологическите науки“. София. 1983.
- „The Indo-European ex-Conjugation and the Origin of the Proterodynamic Verb Inflection“. – Балканско езикозние, XXIX (1), 1986, 19 – 58; XXX (4), 1987, 209 – 245.
- The Formations of the Indo-European Nasal Infix Presents ultimae laryngalis. Дисертация за присъждане на научната степен „доктор на филологическите науки“. София. 1999.